# فهرست وابسته‌های دیپلماتیک آندورا

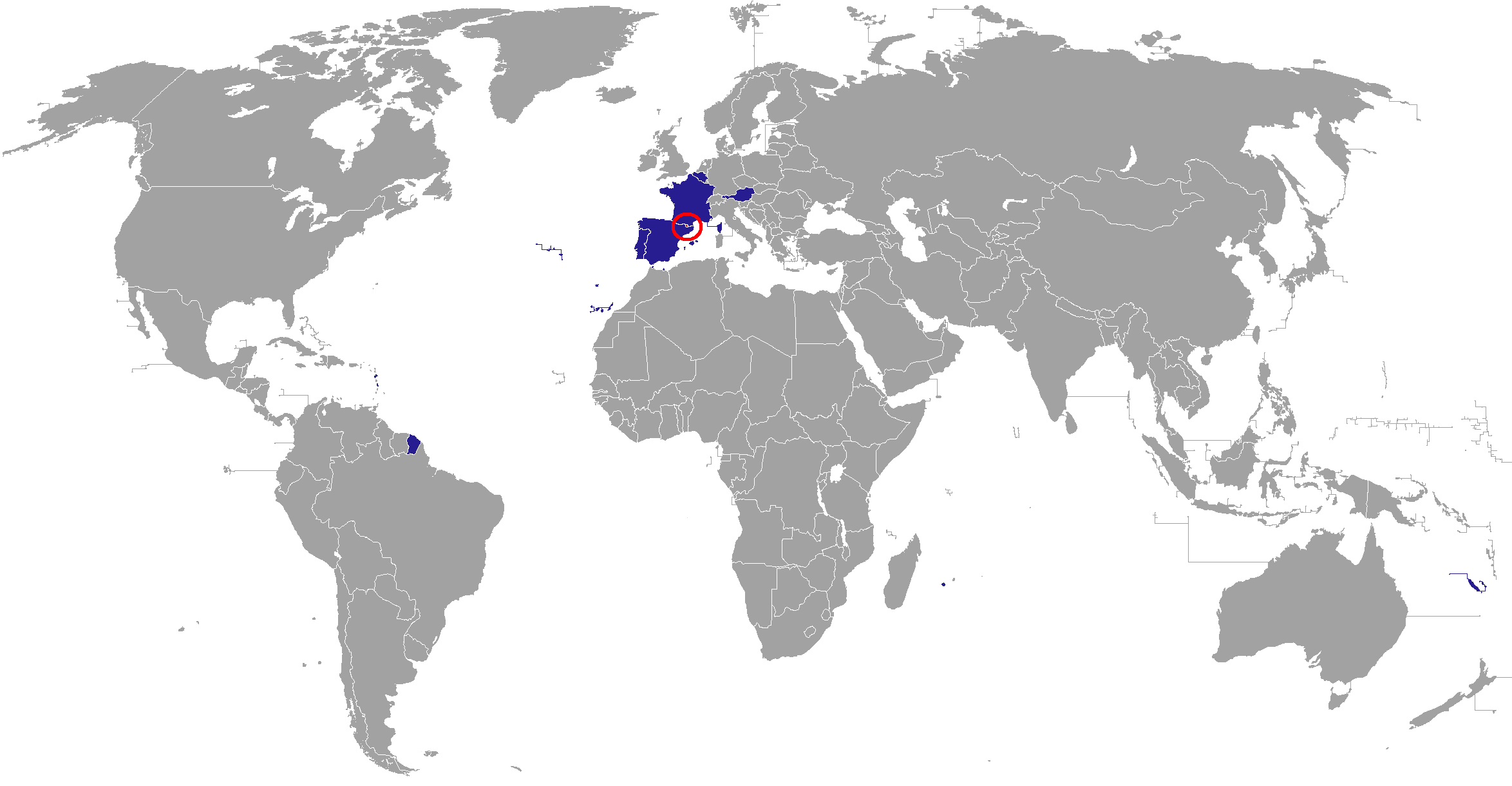
نقشه سفارتخانه‌های آندورا

فهرست سفارت‌های آندورا، فهرستی از مراکز سفارتخانه کشور آندورا در سراسر جهان است. آندورا (به کاتالان: Andorra) کشور کوچک و مستقلی است که در کوه‌های پیرنه بین دو کشور فرانسه و اسپانیا قرار دارد.

## آمریکا
- ایالات متحده آمریکا
  - نیویورک (سفارت)

## اروپا

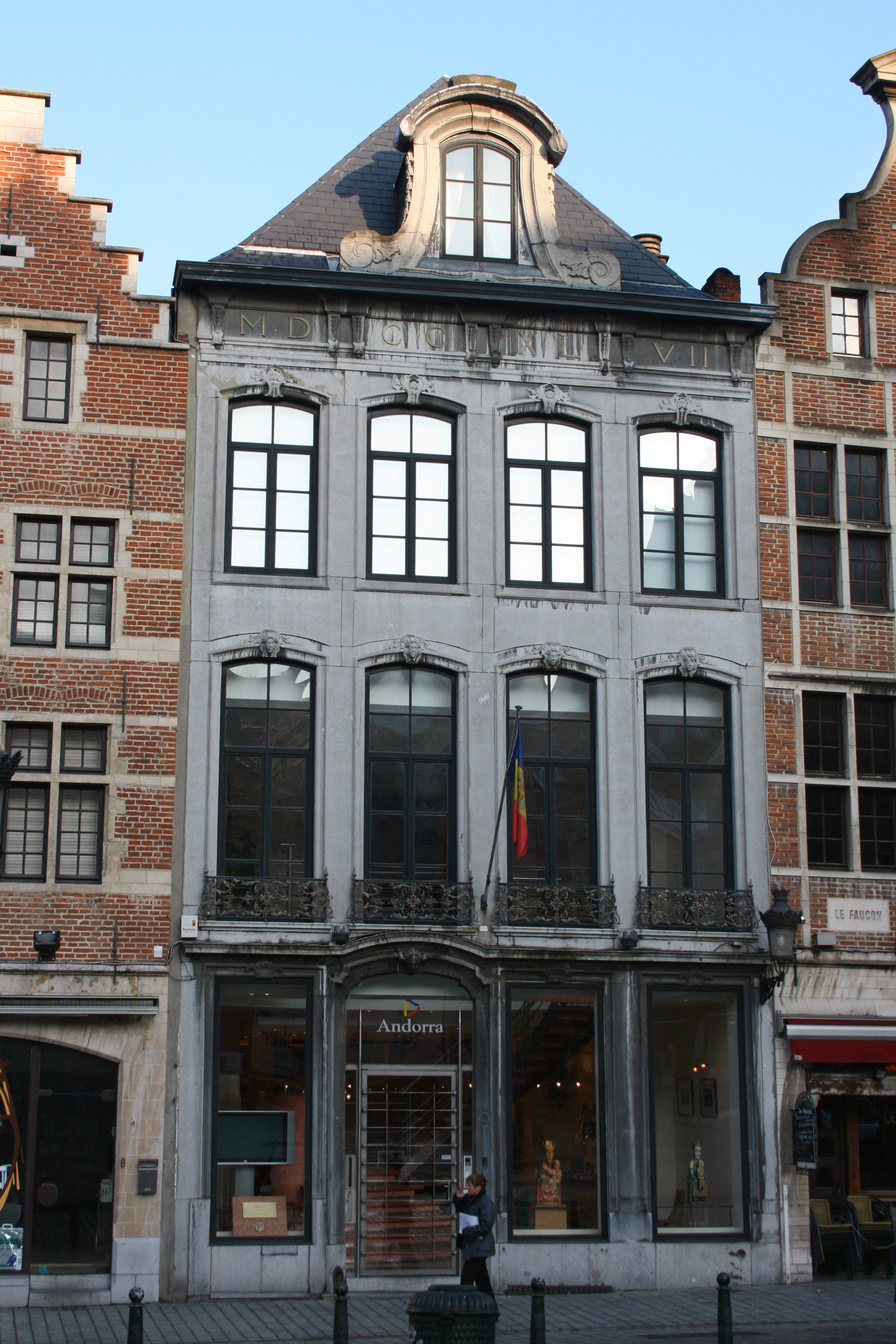
سفارتخانه آندورا در بروکسل

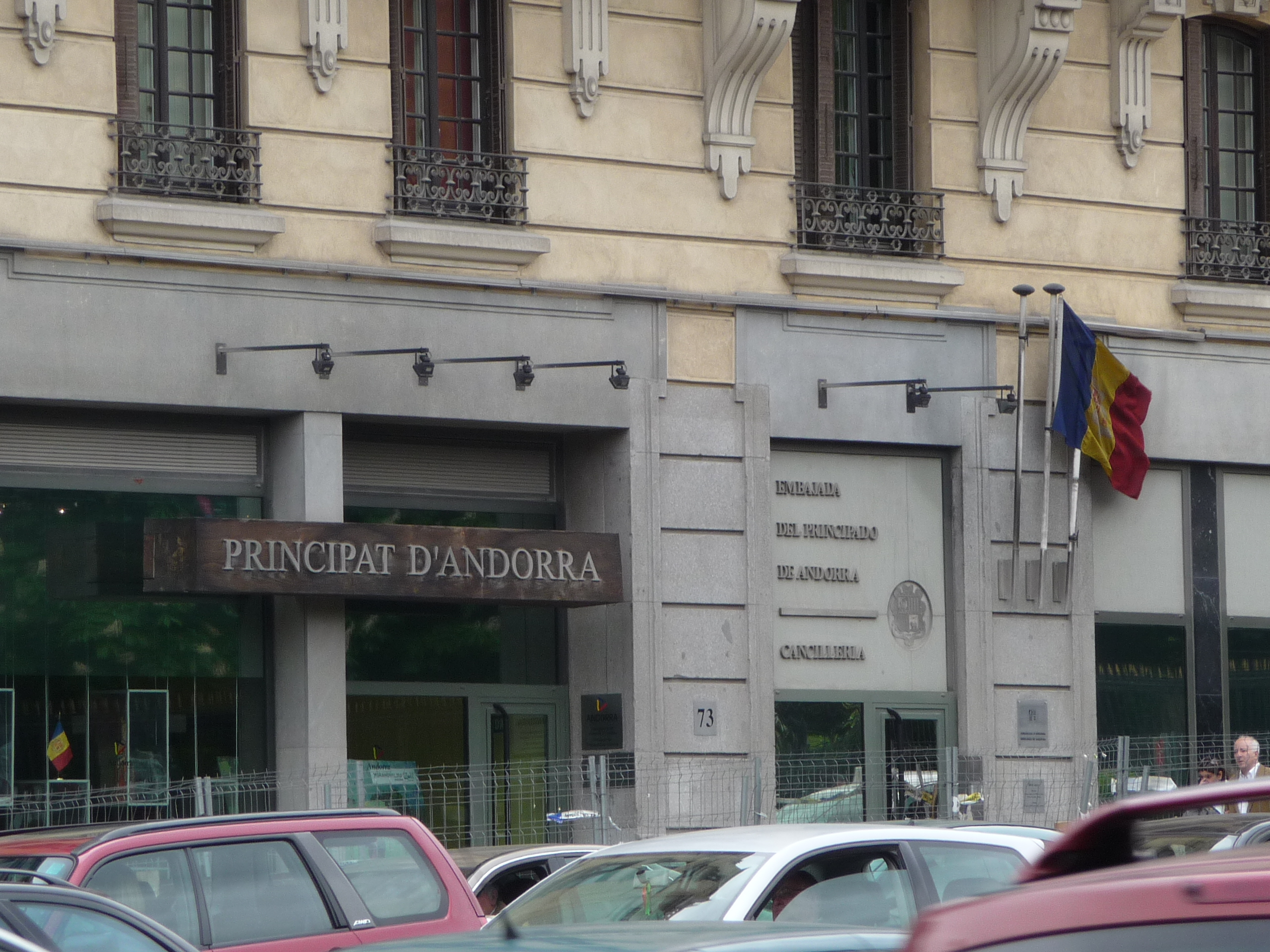
سفارتخانه آندورا در مادرید

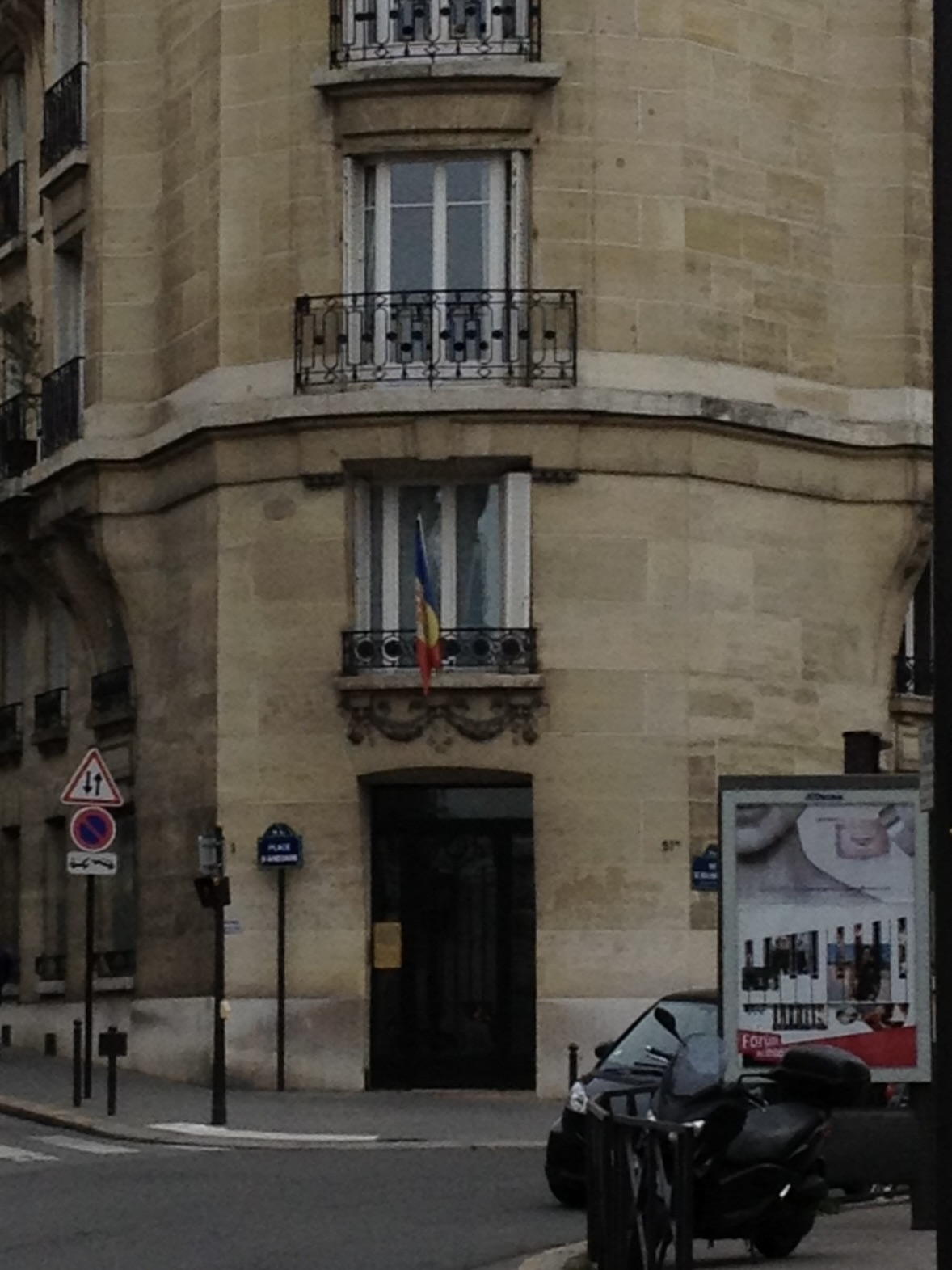
سفارتخانه آندورا در پاریس

- اتریش
  - وین (سفارت)
- بلژیک
  - بروکسل (سفارت)
- فرانسه
  - پاریس (سفارت)
- پرتغال
  - لیسبون (سفارت)
- اسپانیا
  - مادرید (سفارت)

## سازمان‌های چندجانبه
- بروکسل (مأموریت به اتحادیه اروپا)
- ژنو (سازمان تجارت جهانی و دیگر مراکز و سازمان‌های وابسته به سازمان ملل متحد در ژنو)
- نیویورک (نمایندگی دائمی در سازمان ملل متحد)
- پاریس (هیئت دائمی در یونسکو)
- استراسبورگ (نمایندگی در شورای اروپا)
- وین (نمایندگی در سازمان امنیت و همکاری اروپا)